# Ioan Mihail Racoviță
Ioan Mihail Racoviță (ur. 7 marca 1889 w Bukareszcie, zm. 28 czerwca 1954) – rumuński generał, minister obrony od 23 sierpnia 1944 do 5 listopada 1944 roku w rządzie generała Constantina Sănătescu. 

## Życiorys
W latach 1906–1907 uczył się w Wojskowej Szkole Kawalerii i Artylerii, a następnie w Szkole Wojskowej w Hanowerze (1907–1909). Walczył w I wojnie światowej, awansując do stopnia majora. W 1923 roku został podpułkownikiem i pułkownikiem w 1928 roku. W latach 1941–1942 był komendantem korpusu kawalerii. W 1942 został generałem korpusu armii, w 1943 dowódcą wojsk w Bukareszcie.
W 1944 dowodził 4 Armią, następnie 1 Armią. We wrześniu 1947 przeszedł do rezerwy. W czerwcu 1950 został aresztowany i osadzony w więzieniu w Sighet, gdzie zmarł.

## Odznaczenia
- Order Michała Walecznego
- Krzyż Rycerski
- Krzyż Żelazny